# 何瀧浩 (足球運動員)
何瀧浩（Ho Lung-Ho，2004年2月18日—），生於香港，香港足球運動員，司職進攻中場，現時效力香港超級聯賽球隊九龍城足球會。

## 生平
何瀧浩自小踢足球，小六時候到拔萃男書院試腳, 獲馮凱文相中。2019年9月舉行的亞洲盃U16 外圍賽，何瀧浩入選港隊U16代表隊 ,主教練是張健峰。
2025年1月, 何瀧浩入選港隊代表隊, 出戰省港盃大軍名單。